# Формион (трапезит)
Формио́н (др.-греч. Φορμίων) — афинский трапезит V—IV веков до н. э. Известен по судебным речам Демосфена, также упоминается в жизнеописании последнего, принадлежащем Плутарху.

## Биография
По происхождению раб-иностранец (этническая принадлежность не установлена). Принадлежал трапезиту Пасиону, который, как и сам Формион, первоначально был рабом и служил трапезиту. Пасион оценил деловые качества Формиона, отпустил его на волю и постепенно передал ему управление своим процветающим бизнесом, несмотря на то, что сам имел двух сыновей, один из которых, — Аполлодор — уже достиг совершеннолетия. Формион отлично вёл дела трапедзы (банкирского дома).
Кроме того, тяжело заболевший под конец жизни Пасион взял с Формиона слово (что зафиксировано в завещании Пасиона) жениться на своей вдове Архиппе, которая получала значительное приданое, необходимое для поддержания привычного ей образа жизни, а также назначил его одним из опекунов над своим несовершеннолетним сыном Пасиклом. Архиппа явно была намного моложе Пасиона и во втором браке родила ещё двух сыновей. Однако только через 10—11 лет после смерти Пасиона Формион получил афинское гражданство.
Формион был судовладельцем и вёл морскую торговлю на Понте Эвксинском: когда жители Византия захватили его корабли, он отправил к ним для переговоров некоего Стефана (против которого в дальнейшем были написаны две речи Демосфена).

## Тяжба с Аполлодором
В нашумевшем в Афинах процессе Аполлодора против Формиона истец пытался оспорить подлинность завещания своего отца. Проиграв процесс, Аполлодор обвинил Стефана, одного из свидетелей Формиона, в даче ложных показаний. Речь для Формиона написал Демосфен. Враждебная великому оратору традиция утверждает, что он, предав интересы своего клиента, составил затем речь и для Аполлодора против Стефана.
По мнению большинства исследователей, афинский суд вынес правильное решение, отвергнув обвинения Аполлодора против Формиона. Завещание Пасиона не нарушало закон. В нём нет речи о праве наследования. Само собой подразумевалось, что состояние перейдёт к сыновьям. В завещании говорится о приданом Архиппы и об опеке над Пасиклом. Пасион имел право этим распорядиться. То, что Аполлодору поручалась опека над младшим братом и предлагался брак опекуна с матерью подопечного, как будто противоречит закону. Однако известны и понятны мотивы, побудившие Пасиона так поступить. Аполлодор не обладал деловыми качествами, отличался расточительностью. Опекуны были вынуждены произвести раздел имущества, чтобы оградить интересы младшего брата. Пасион не доверил попечению Аполлодора ни свою жену Архиппу, ни дело всей жизни — трапедзу, которая дала ему свободу, богатство, а затем и гражданские права. Аполлодор умел тратить деньги, а не наживать их. Он дорожил гражданством, которое обретено было его отцом после долгих лет жизни и деятельности в Афинах, изощрялся в тратах на государственные нужды, стремился играть роль и в политической жизни полиса. Но бизнес его не интересовал.
Младший брат Аполлодора Пасикл отказался поддерживать его обвинения. Аполлодор пытается это объяснить, намекая, что Пасикл — сын не Пасиона, а Формиона, и не останавливается перед тем, чтобы опорочить свою покойную мать. Не исключая этой возможности, следует заметить, что второй опекун Пасикла, Никокл, не только не выступил против Формиона, но подтвердил, что был опекуном на основании завещания Пасиона. Не поддержали Аполлодора и родственники по линии его жены (своих у него, как у сына бывшего раба, не было): в частности, двоюродный брат его жены Стефан был свидетелем в пользу Формиона. Тесть Аполлодора Дейний также не выступил против Формиона. Учитывая огромное значение, придававшееся в Древней Греции родственным связям, такое отсутствие солидарности с Аполлодором заслуживает особого внимания. Дети Пасиона не были ограблены Формионом: хотя Аполлодор обвинял его в присвоении большой доли наследства, и сам он, и Пасикл были достаточно богатыми людьми, чтобы исполнять такую дорогостоящую литургию, как триерархия. Сам Аполлодор признал де-факто законность брака своей матери с Формионом, когда согласился получить одну четверть её достояния наравне со своим родным братом Пасиклом и двумя единоутробными братьями — детьми Архиппы и Формиона.

### Первичные источники
- Демосфен. XXXVI. В защиту Формиона. Встречный иск; XLV. Первая речь против Стефана о лжесвидетельстве; XLVI. Вторая речь против Стефана о лжесвидетельстве; XLIX. Против Тимофея о долге; LII. Против Каллиппа

### Вторичные источники
- Глускина Л. М. Социальные институты, экономические отношения и правовая практика в Афинах IV в. до н. э. по судебным речам демосфеновского корпуса // Демосфен. Речи: В 3 т. / Отв. ред. Е. С. Голубцова, Л. П. Маринович, Э. Д. Фролов. — М.: Памятники исторической мысли, 1994. — Т. II. — С. 405—467. — 544 с. — 20 000 экз. — ISBN 5-88451-006-3. — ISBN 5-88451-005-5.
- Гиро, Поль. Частная и общественная жизнь греков / Пер. с фр. Н. И. Лихаревой. — СПб.: Издание т-ва О. Н. Поповой, 1915.
- Формион (трапезит) (англ.). — в Smith's Dictionary of Greek and Roman Biography and Mythology.